# Bence Mervó
Bence Mervó (ur. 5 marca 1995 w Mosonmagyaróvárze) – węgierski piłkarz występujący na pozycji napastnika w klubie Szentlőrinci SE oraz w reprezentacji Węgier do lat 21.
Bence Mervó karierę seniorską rozpoczął w roku 2014 w klubie Győri ETO FC, w którym występował wcześniej jako junior. W lipcu 2015 przeniósł się do MTK Budapest FC. Na początku sezonu 2015/2016 trafił do szwajcarskiego FC Sion, skąd 29 lutego 2016 został wypożyczony do wrocławskiego Śląska. Dnia 22 lipca 2016 został ponownie wypożyczony do wrocławskiego zespołu na sezon z opcją wykupu. Na swoim koncie ma występy w młodzieżowych reprezentacjach Węgier: U-19, U-20 i U-21. Występował na Mistrzostwach Europy U-19 w roku 2014 i Mistrzostwach Świata U-20 w roku 2015. Na tej drugiej imprezie zdobywając 5 goli został królem strzelców.